# Lycaena distalba
Lycaena distalba är en fjärilsart som beskrevs av Shinji Kuwayama 1926. Lycaena distalba ingår i släktet Lycaena och familjen juvelvingar. Inga underarter finns listade i Catalogue of Life.